# (31900) 2000 GX15
2000 GX15 (asteroide 31900) é um asteroide da cintura principal. Possui uma excentricidade de 0.22005430 e uma inclinação de 1.76782º.
Este asteroide foi descoberto no dia 5 de abril de 2000 por LINEAR em Socorro.